# Уріє Азізова
Уріє Якубівна Азізова (крим. Urie Azizova, 13 квітня 1908 — 17 листопада 1982) — радянська кримськотатарська науковиця-ботанік.

## Біографія
Народилася у Сімферополі 13 квітня 1908 року.
У 1925 році вступила до Кримського педагогічного Інституту ім. Фрунзе. Закінчила інститут у 1930 році. Працювала у Нікітському ботанічному саду (Крим).
Працювала над збором матеріалів з лікарських рослин Криму. Брала участь в експедиціях гірським Кримом.
Підсумки наукових досліджень науковиці висвітлені у двох її працях: «Матеріали до вивчення народних лікарських рослин Криму» та «Біохімія сумаха та скумпії».
Книгу «Матеріали до вивчення народних лікарських рослин Криму» видано у 1940 році в Москві. Є підсумками роботи з вивчення народної медицини Криму, що проводиться за завданням ВІЛАРу з 1935 по 1938 рік Кримською зональною станцією. Основне завдання роботи — збагачення союзної фармакопеї новими формами лікарських засобів, особливо цінними за своїми лікувальними властивостями або які замінюють дорогі препарати. Були зібрані відомості про рослини, які застосовуються у народній медицині при шлунково-кишкових, шкірних, очних захворюваннях; при ревматизмі, туберкульозі, переміжній гарячці; при хворобах матки, нирок, вуха, горла та інших захворюваннях.
Дані збиралися шляхом опитування населення. З цією метою було здійснено виїзди до Севастопольського, Балаклавського, Сімферопольського, Бахчисарайського, Євпаторійського, Сакського, Джанкойського, Ішунського, Карасубазарського (Білогірського), Сейтлерського (Нижньогірського), Ялтинського та Алуштинського районів Криму. Інформація про експедицію висвітлюється у звітах сектору ботаніки Кримської зональної станції ВІЛАРу. За підсумками експедиції були зібрані відомості про 127 видів рослин, об'єднаних у групи хвороб, при яких вони застосовуються. У книзі дається короткий опис рослин та застосування кожної з них.
За протоколами засідань та звітами 1937—1939 років Кримської зональної станції ВІЛАРа, організованої у травні 1935 року, Уріє Азізова обіймала посаду завідувачки сектору ботаніки та займалася дослідженнями в галузі інтродукції лікарських рослин. Також Азізова також брала участь у дослідженні на тему «Динаміка накопичення таніну та галової кислоти за термінами збирання» — за сумахом і скумпією. Роботи у цьому напрямі проводились у Нікітському ботанічному саду ім. Молотова.
У 1938 році переїхала до Москви. Працювала у Всесоюзному інституті ароматичних та лікарських рослин. До початку війни працювала над дисертацією на тему «Біохімія сумаха та скумпії».
З початком війни почала працювати у Московському Ботанічному саду на посаді молодшого наукового співробітника.
Після закінчення війни працювала в хімічній промисловості й наукою не займалася.